# Supercoupe d'Espagne de football 2004
Navigation
Supercoupe d'Espagne 2003 Supercoupe d'Espagne 2005
La Supercoupe d'Espagne 2004 (en espagnol : Supercopa de España 2004) est la dix-neuvième édition de la Supercoupe d'Espagne, épreuve qui oppose le champion d'Espagne au vainqueur de la Coupe du Roi. Disputée en match aller-retour les 21 août 2004 et 24 août 2004, l'épreuve est remportée par le Real Saragosse aux dépens du Valence CF sur le score cumulé de 3 à 2.
Il s'agit du premier titre du Real Saragosse dans cette compétition. 

## Compétition
| Vainqueur Coupe | Aller | Score | Retour | Champion en titre |
| --------------- | ----- | ----- | ------ | ----------------- |
| Real Saragosse  | 0 - 1 | 3 - 2 | 3 - 1  | Valence CF        |